# Pas de Peyrol
De Pas de Peyrol is een bergpas in het gebergte van de Monts du Cantal in de Franse regio Auvergne-Rhône-Alpes. De weg over de Pas de Peyrol is gekend als de hoogste doorgaande weg van het Centraal Massief. De pasweg gaat over een kam tussen de Puy Mary (1783 m) en de Puy de la Tourte (1704 m) en vormt een verbinding tussen de valleien van de Mars en de Santoire, twee rivieren die zich diep hebben ingesneden in de flanken van de oude stratovulkaan van de Cantal (de grootste stratovulkaan van Europa).
Vanaf de col vertrekt een betonnen pad naar de top van de Puy Mary. Vanop de pas daalt ook een weg af naar de Col de Redondet (1531 m), die op de scheiding tussen de valleien van de Mars en de Jordanne ligt. Via de vallei van de Jordanne kan Aurillac bereikt worden.

## Sport
De pas wordt regelmatig opgenomen in het parcours van de Ronde van Frankrijk, voor het eerst in 1959. De col kan van 3 kanten beklommen worden, via de D17 uit het zuid-westen vanaf de Col de Redondet uit de richting Aurillac, via de D680 uit het noord-westen uit de richting Salers, en via de D680 uit het oosten uit de richting Dienne. De laatste 3 kilometers van de beklimming uit de richting Salers hebben een stijgingspercentage van gemiddeld 12 % met een maximum van 15 %.
Op 11 september 2020 was het voor het eerst ook de finish van een etappe, toen de dertiende etappe van de Tour de France werd gewonnen door de Colombiaan Daniel Felipe Martínez.
Eerste doorkomsten in de Ronde van Frankrijk:
- 1959: Louis Bergaud
- 1963: Federico Bahamontes
- 1968: Aurelio González
- 1975: Lucien van Impe
- 1983: Lucien van Impe
- 1985: Eduardo Chozas
- 2004: Richard Virenque
- 2011: Thomas Voeckler
- 2016: Thomas De Gendt
- 2020: Daniel Felipe Martínez
- 2024: Tadej Pogačar